# Bazyli Jan Komarnicki
Bazyli Jan Pawlikowicz-Komarnicki herbu Sas – fliegel-adjutant J.K.Mci, skarbnik żydaczowski 1773, podwojewodzi podolski (1773-1775), regent grodzki latyczowski (1779), cześnik latyczowski (1780-1792), regent grodzki kamieniecki (1789-1792), komisarz guberni kamienieckiej. 
19 czerwca 1792 został mianowany przez króla Stanisława Augusta kawalerem orderu św. Stanisława. Był panem na Zaleścach.

## Rodzina
Był synem Grzegorza, skarbnika żytomierskiego oraz cześnika owruckiego, i Marianny z Podruckich. Miał brata, Łukasza zm. 1816, podsędka halickiego 1782, c.k. radcy apelacyjnego trybunału galicyjskiego, pana na Złoczowie, który w 1803 r. w Wiedniu uzyskał tytuł hrabiowski. Zaślubił Domicelę Monikę z Palescach w powiecie kamienieckim, z którą miał syna Grzegorza zm. 1852, sędziego granicznego guberni kamienieckiej 1817, marszałka szlachty guberni podolskiej 1822, marszałka szlachty powiatu kamienieckiego, kawalera Orderu św. Anny II klasy, który ożenił się z hr. Krystyną Anną Komarnicką (zm. 1845), córką hr. Łukasza na Złoczowie.